# Международен панаир в Познан
Международен панаир в Познан (на полски Międzynarodowe Targi Poznańskie (MTP)) – лидер сред панаирните центрове в Полша и Централна и Източна Европа. Обектът е част от MTP Group съществува от 1921. По данни на Полската камара на изложбената индустрия през 2018 събитията на MTP Group са привлекли над 11 000 изложители и са или наети близо 500 000 квадратни метра изложбена площ. Панаирите, организирани от MTP Group през 2018, са били посетени от над  850 000 участници, което е над  50%  от всички участници в подобни събития в Полша. Международния панаир в Познан притежава около 55% дяла в изложбената индустрия в Полша, част е от асоциациите на изложбени лидери от цял свят (UFI – Световна асоциация на изложбената индустрия и Centrex – Международния съюз за изложбена статистика). 
Поп средата на пътя между Варшава и Берлин, в обхвата на 7 агломерации, в самия център на Познан, са разположени на-съвременните, професионално подготвени панаири площи с повърхност 212,5 хектара, включващи изложбена и  административна площ  с размер 22,9 хектара. Международният панаир в Познан разполага с 16 павилиона с висок стандарт и голяма площ, както и с 81 модерни конферентни зали.

## История
През 1911 в Познан близо до кръстовището на днешните улици „Рузвелт“ и „Буковски“ се провежда Източногерманско изложение. Специално за изложението е построена характерната Горносилезийска кула, проектирана от Hans Poelzig – професор в берлинската политехника. Въпреки че специалистите по архитектура считат кулата за дело на изкуството, жителите на Познан не са възхитени от нея.  В освободения пруско владичество Познан, тя се възприема като тежък пример за господството на немската архитектура над града. В края на 20-те години вече не отговаря на естетиката на павилионите, подготвени за Общонационалното изложение (Powszechna Wystawa Krajowa). За да бъде адаптирана към стила на тогавашното строителство,  желязната ѝ конструкция е боядисана в червено и синьо. Днес върху фундамента ѝ се издига ажурна кула, символ на Международния панаир в Познан.
Идеята за организиране на Панаир в Познан се ражда още през 1917 на конгреса на Съюза на търговските дружества в Познан. В тогавашния си вид идеята предвижда това да бъде международен панаир, по подобие на Лайпцигския панаир. Идеята за организиране на циклични изложения е осъществена едва няколко години по-късно, след като поляците побеждават във Великополското въстание. Първият панаир в Познан, както се нарича по онова време събитието, се провежда през 1921 (от 28 май до 5 юни, а пръв негов директор е Мечислав Кшижанкевич (Mieczysław Krzyżankiewicz). Първото изложение с международен характер се провежда през 1925. Дотогава в панаира могат да участват само полски фирми, фирми от Свободния град Гданск и чуждестранни фирми, които имат свои филиали в Полша и са представени от полски граждани. През 1924 обаче са подписани договори с фирми от Чехословакия, Франция, Югославия, Латвия, Германия, Румъния, Швейцария и Швеция. През 1927 Панаирът е приет в Съюза на международните панаири.  
Интензивното му развитие през 20-те години на миналия век се увенчава от огромното Общонационално изложение, което е посетено от 4,5 милиона души. През 1929 започва Голямата депресия, но фирмата оцелява в трудната икономическа ситуация и в края на междувоенния период става една от най-големите по рода си в Европа. Втората световна война обаче прекъсва тази дейност. На територията на фирма MTP е разположена фабриката за самолети Focke-Wulf, което става причина за многобройни въздушни атаки, довели заедно с битките през 1945 значителни разрушения – унищожени са 85% от изложбените площи. Въпреки разрушенията първият панаир след войната се провежда още през 1946, а от 1947 Панаирът отново се превръща в международно събитие и от този момент нататък  MTP непрекъснато го развива и модернизира. През 1996 е награден със статуетка Dobosz Powstania Wielkopolskiego (Барабанчик на Великополското въстание). 

## Забележителности на Панаира в Познан[7]

### Горносилезийска кула
Кулата е построена през 1911 за Източногерманската изложба, организирана от Прусия.  Тя е символ на изложението, подобно на Айфеловата кула, символ на известното световно изложение в Париж през 1889 година. Проектирана е от немския архитект Hans Poelzig от Берлин, който е един от най-известните по онова време архитекти, пропагандиращи новата естетика, станала популярна по-късно в САЩ като art déco.
На върха на кулата е поставен резервоар с вода с вместимост 4 000 m³, най-големият в онзи момент воден резервоар в Германската империя. Резервоарът е ликвидиран за Общонационалното изложение, а на негово място е разположено кафене. Във вътрешността на кулата е монтиран асансьор, а върха и мощен прожектор със сила 61 милиона свещи. За да бъде адаптирана към стила на тогавашното строителство,  желязната ѝ конструкция е боядисана в червено и синьо.
Горносилезийската кула, известна в цяла Германия през 20-те години на миналия век, се превръща в извор на вдъхновение за Ерих Кетелхунт (Erich Kettelhunt), който проектира небостъргачите за култовия филм "Метрополис". Визията на Кетелхунт оказва огромно влияние върху сценографията на научнофантастични филми като „Блейд Рънър“ и "Аниматрицата”.
Днешната ажурна кула, символ на Международния панаир в Познан, стои върху основата на някогашната Горносилезийска кула. Автор на проекта за преустройство е проф. архитект Болеслав Шмид (Bolesław Szmidt). 
Днешната ажурна кула, символ на Международния панаир в Познан, стои върху основата на някогашната Горносилезийска кула. Автор на проекта за преустройство е проф. архитект Болеслав Шмид (Bolesław Szmidt). 

### Изложбена палата и Административна сграда
Изложбената палата (днешният павилион 12) както и Административната сграда са построени през 1924. Автор на проекта е инж. Стефан Хибиховски (Stefan Cybichowski). Изложбената палата е монументална конструкция на два етажа в стил ампир, увенчана с атика с герба на Познан по средата. Срещу нея, на ул. „Глоговска“ се издигат традиционните форми на солидната Административна сграда с „бароков” ресторант Белведере. 

### Залата на тежката промишленост
Зад Административната сграда Архитект Роджър Славски (Roger Sławski) изгражда хале – Голямата зала на тежката промишленост. Изграждането ѝ започва през януари 1928. Халето с дължина 130 м и площ над 5,5 000 м² е изградено от тухли, а покривът е направен от дърво, облицовано с юта. През него преминават железопътни релси, водили от гарата до панаирните палати.

### Представителната зала
Една от първите сгради, подготвени специално за Общонационалното изложение, е Вестибюлът, наричан още Представителна или Централна зала (днес историческата част на павилион 3A). Автор на проекта отново е Роджър Славски. Строежът на обекта с площ 1964 м² започва през март 1928. Стилът, предложен от Славски, съчетава елементи от европейската архитектурна класика с традицията на простите отчетливи форми. Отличава се с хармония, премереност, симетрия и спокоен ритъм.

## Изложения
=== Списък на събитията, провеждани в рамките на Международния панаир в Познан ===
- POZNAŃ PÓŁMARATON
- POZNAŃ MARATON
- 3D SOLUTION
- ARENA DESIGN
- BEAUTY VISION – Форум за козметика
- BOATEX – Панаир на оборудването за плаване и водни спортове
- BTS Салон за обувки и кожена галантерия
- BUDMA - Международен панаир на строителството и архитектурата
- CAVALIADA POZNAŃ
- CEDE - Централноевропейско изложение за стоматологичните продукти
- Дни на предприемачеството в Познан
- DREMA - Международен панаир на машини и инструменти за дърводобивната и мебелната промишленост
- EDUTEC – Панаир за технологии и оборудване за образование
- EXPOPOWER – Международен панаир по енергетика
- FAST FASHION Салон за дрехи и аксесоари – есен-зима 2018/2019
- FAST FASHION Салон за дрехи и аксесоари – пролет-лято 2018
- Фестивал на изкуството и художествените предмети
- FIT-EXPO - Fitness & Sport Park
- FOCAST – Леярски форум
- FURNICA - Международен панаир на компоненти за мебелно производство
- FURNISHOW - Панаир за мебели и интериорен дизайн - Варшава
- GARDENIA - Международен панаир за градинарство и ландшафтна архитектура
- GLASS - Панаир на стъкларската промишленост
- Golden Marketing Conference
- Golden Marketing Expo
- GREENPOWER - Международен панаир за възобновяема енергия
- HAPE – Салон за хидравлика, пневматика и задвижвания
- HAPPY BABY - Панаир за играчки и артикули за деца
- HOBBY – Среща с хора със страст
- HOME DECOR - Интериорен панаир
- INFRATEC – Международен панаир за технологии и материали за инфраструктурното строителство
- INNOWACJE - TECHNOLOGIE - MASZYNY POLSKA (ITM POLSKA) (ИНОВАЦИИ - ТЕХНОЛОГИИ - МАШИНИ ПОЛША)
- INSTALACJE - Международен панаир на инсталациите
- INTERMASZ – Международен панаир за строителна техника, транспортни средства и специализирано оборудване
- KNIEJE – Панаир на лова и стрелбата
- KOMINKI - Международен панаир за камини
- LOOK - Фризьорски форум
- MACH - TOOL - Салон на металообработващи машини и инструменти
- MEBLE POLSKA – Мебелен панаир
- MEMENTO POZNAŃ – Погребален панаир
- METALFORUM - Изложение за металургия, стоманодобив, леярство и металообработване
- MODERNLOG – Панаир за логистика, складиране и транспорт
- NAUKA DLA GOSPODARKI (НАУКА ЗА ИКОНОМИКАТА)
- NEXT SEASON Салон за дрехи и аксесоари – есен-зима 2018/2019
- NEXT SEASON Салон за дрехи и аксесоари – пролет-лято 2019
- OPTYKA - Оптичен панаир
- PEGAZIK - Панаир на книгата в Познан
- POLAGRA - FOOD - Международен панаир на хранителни продукти
- POLAGRA - PREMIERY - Международен селскостопански панаир
- POLAGRA - TECH - Международен панаир на хранителни технологии
- POLAGRA GASTRO i INVEST-HOTEL - Международен панаир за гастрономия и хотелско оборудване
- POL-ECO SYSTEM - Международен панаир за опазване на околната среда
- POLIGRAFIA - Международен панаир на печатарски машини, материали и услуги
- POLIMER- TECH - Търговски панаир на технологии за преработка на полимери
- POZNAN SPORT EXPO
- POZNAŃ GAME ARENA (PGA) - Панаир на развлеченията и мултимедиите
- POZNAŃ MEDIA EXPO
- POZNAŃ MOTOR SHOW
- POZNAŃ SPORT EXPO
- Оптичен салон Познан
- Панаир на книгата в Познан
- RETRO MOTOR SHOW - Панаир на старинни превозни средства
- RYBOMANIA – Панаир на риболова - Познан
- SAKRALIA - Панаир на оборудване за храмове, литургични и богослужебни предмети
- SALMED - Международен панаир за медицинско оборудване и консумативи
- SALON ECO-TRANSPORTU
- Салон за хлебопекарски и сладкарски технологии
- Салон за хранителни технологии
- SAWO - Международен панаир по охрана на труда, пожарна и спасителна дейност
- SECUREX - Международен панаир по сигурността
- SMAKI REGIONÓW (ВКУСОВЕТЕ НА РЕГИОНИТЕ)
- SOFAB - Международен панаир за тапициращи материали и компоненти за производство на тапицирани мебели
- SPECIAL DAYS – Панаир на празничните продукти
- SPORT INVEST – Панаир на индустрията за спорт и отдих
- STONE - Панаир на каменоделския бранш
- STREET FOOD SPOT
- SUBCONTRACTING - Панаир за индустриално сътрудничество
- SURFEX – Салон за технологии за обработка на повърхности
- SURVIVAL FORCE EXPO - Панаир на оборудването за оцеляване и военната техника
- Сватбен панаир
- TAROPAK - Международен панаир за технологии за опаковане и етикетиране
- TCS – Панаир за системно отопление
- TOUR SALON – Панаир на регионалните и туристическите продукти
- TTM - Панаир на автомобилните технологии
- VIVA SENIORZY! Активност. Здраве. Профилактика
- WELDING
- XIX Познански маратон

MTP Group организира и множество събития извън територията на панаирните палати в Познан – изложения и конференции във Варшава, Люблин, Краков, Гданск, Сосновец и други градове на Полша.

### Ежегодни събития
- Национално изложение за разплодни животни
- PKO Маратон в Познан
- Международна киноложка изложба
- От 2009 в MTP се провеждат конгреси, организирани от Свидетелите на Йехова